# Mestre Antônio Ambrósio
Antônio Ambrósio dos Santos (Santo Antônio do Itambé, 18 de janeiro de 1954 - Campinas, 5 de setembro de 2001) mais conhecido como Mestre Antônio Ambrósio foi um mestre de capoeira, professor de capoeira do Instituto de Artes da UNICAMP e artista popular.
Foi um dos únicos professores especialistas de capoeira a ministrar aulas na Unicamp. Seu discípulo Mestre Jahça também colaborou no Instituto de Artes Cênicas da Unicamp pontualmente.

## Biografia
Mestre Antônio era filho de Genésio Ambrósio dos Santos e Maria Amália da Silva, tendo se mudado de Santo Antônio Itambé para a cidade de São Paulo com a sua mãe e irmãos quando criança após ter concluído o curso primário em sua cidade de origem. Chegando na capital paulista, sem ter continuado os estudos, ele ajudava a família vendendo limão e era roubado pelas crianças mais velhas e maliciosas com frequência. Assim, decidiu buscar alguma forma de se defender destas situações. Foi a capoeira que o recebeu para essa finalidade, tendo então participado das rodas de capoeira na Praça da República e iniciando seu aprendizado com o Mestre Gilvan. Como este foi assassinado, Antônio teve que terminar sua formação com Mestre Joel (irmão de Mestre Gilvan). Antônio foi dispensado do alistamento militar obrigatório por excesso de contingente, assim, aos 20 anos de idade a Associação de Capoeira Regional Ilha de Itapoã concedeu o diploma de capoeirista profissional a ele, no dia 20 de maio de 1974.
Faleceu no dia 05 de setembro de 2001 na cidade de Campinas, tendo tipo um funeral com representação de capoeiristas e menções na imprensa local.

## Carreira
Na década de 1970, Antônio montou sua academia de capoeira na cidade de Olímpia (São Paulo) com o nome de Associação de Capoeira Praia de Amaralina na Rua São João, 805. Posteriormente, o capoeirista se mudou para São José do Rio Preto, junto com seu trabalho de ensino da capoeira. Foi nesta cidade que ele recebeu o título de destaque do ano de 1978 na categoria capoeira, concedido pela TV Rio Preto (filiada à Rede Record). Assim, no final da década de 1970 ele já era considerado capoeirista afamado. Os Mestres Godoy e Maya, por exemplo, (fundadores da Academia Coquinho Baiano) procuraram Mestre Antônio para cumprirem seus períodos de estágio na prática da capoeira.
Há dúvidas qual foi o ano exato que ele se fixou na cidade de Campinas (entre 1979 ou início dos anos 1980), porém, sua academia já era procurada por diversos capoeiristas da região. Sua primeira academia na cidade, chamada de Praia de Amaralina, ficava no bairro do Taquaral. Posteriormente, ele ocupou os fundos de uma loja na Rua General Osório no entro da cidade. Depois, alugou uma casa na Rua Marechal Deodoro no mesmo bairro tendo então montado sua academia que foi mais intensamente frequentada.
O capoeirista também participou do teatro de Solano Trindade, trabalhos com Dona Raquel Trindade e participou de gravações do filme "Navio Negreiro". Sua participação no Departamento de Dança da Unicamp se iniciou após uma exibição de mestres capoeiristas em Campinas, quando professores do Departamento o convidaram para ministrar aulas na Unicamp, ainda que ele não tenha concluído a educação formal. Assim, sob responsabilidade do professor do Instituto de Artes da Unicamp, o Professor Antônio Carlos Nóbrega, Mestre Antônio ministrou a disciplina "Danças Brasileiras". Assim, ele atuou no Departamento de Dança da Unicamp durante aproximadamente 15 anos entre as décadas de 1980 e 1990, tendo contato diretamente com o conhecimento acadêmico mas trazendo seu conhecimento da prática da capoeiragem.
Sua prática da capoeira se destacava, por muitos era temida e foi considerada como precursora da "capoeira moderna" em Campinas. Mestre Antônio Ambrósio não considerava sua capoeira capoeira angola ou regional, mas sim como "jogo de mandinga". Além disso, ele se destacava como um exímio tocador de berimbau.